# James Crichton
James Crichton, född 19 augusti 1560, död 3 juli 1582 i Mantua, var en skotsk polyhistor.
Crichton uppfostrades tillsammans med Jakob VI av Skottland och väckte tidigt beundran genom sina vidsträckta kunskaper, sin poetiska och musikaliska begåvning och sina färdigheter i ridderliga idrotter. Under en vistelse på kontinenten visade han sina kunskaper under disputationer med samtidens lärde, bland annat i Venedig och i Padua. Han dödades genom att stickas ned med värja av sin elev arvprinsen Vincenzo Gonzaga under ett bråk. James Crichton var då endast 21 år gammal.
Crichton har senare blivit känd genom J.M. Barries komedi The admirable Crichton.